# Airgetmar
Airgetmar, figlio di Sirlám (... – ...), è stato, secondo la leggenda e la tradizione storica irlandese medievale, re supremo d'Irlanda.
Il Lebor Gabála Érenn afferma che durante il regno di Ailill Finn, egli uccise Fíachu Tolgrach in battaglia, ma fu costretto ad andare in esilio oltremare dal figlio di Ailill, Eochu, da Lugaid figlio di Eochu Fíadmuine e dagli uomini del Munster. Tornato in Irlanda dopo sette anni, uccise Ailill con l'aiuto di Dui Ladrach. Eochu salì sul trono, ma Airgetmar e Dui lo eliminarono molto presto e così Airgetmar prese il potere.
Goffredo Keating narra la storia in modo leggermente diverso: Eochu fronteggiò Airgetmar, si alleò con Dui e regnò per sette anni, ma Dui lo eliminò a tradimento a un meeting e Airgetmar prese il trono.
Regnò per 30 anni, secondo il Lebor Gabála e gli Annali dei Quattro Maestri, o 23 o 38 (secondo Keating), dopodiché egli fu ucciso da Dui e dal figlio di Eochu, Lugaid Laigde. Dui prese il potere. 
Il Lebor Gabála sincronizza il suo regno con quello di Artaserse III di Persia (358-338 a.C.). Goffredo Keating data il suo regno dal 570 al 547 a.C.,  gli Annali dei Quattro Maestri dal 778 al 748 a.C.